# Paracaesio paragrapsimodon
Paracaesio paragrapsimodon es una especie de peces de la familia Lutjanidae en el orden de los Perciformes.

## Morfología
• Los machos pueden llegar alcanzar los 27,5 cm de longitud total.

## Hábitat
Es un pez de mar y de aguas profundas.

## Distribución geográfica
Se encuentran en las Islas Carolinas y frente a la costa de Port Moresby (Papúa Nueva Guinea ).